# Myrsine laetevirens
Myrsine laetevirens là một loài thực vật có hoa trong họ Anh thảo. Loài này được (Mez) Arechav. mô tả khoa học đầu tiên năm 1909.

## Hình ảnh

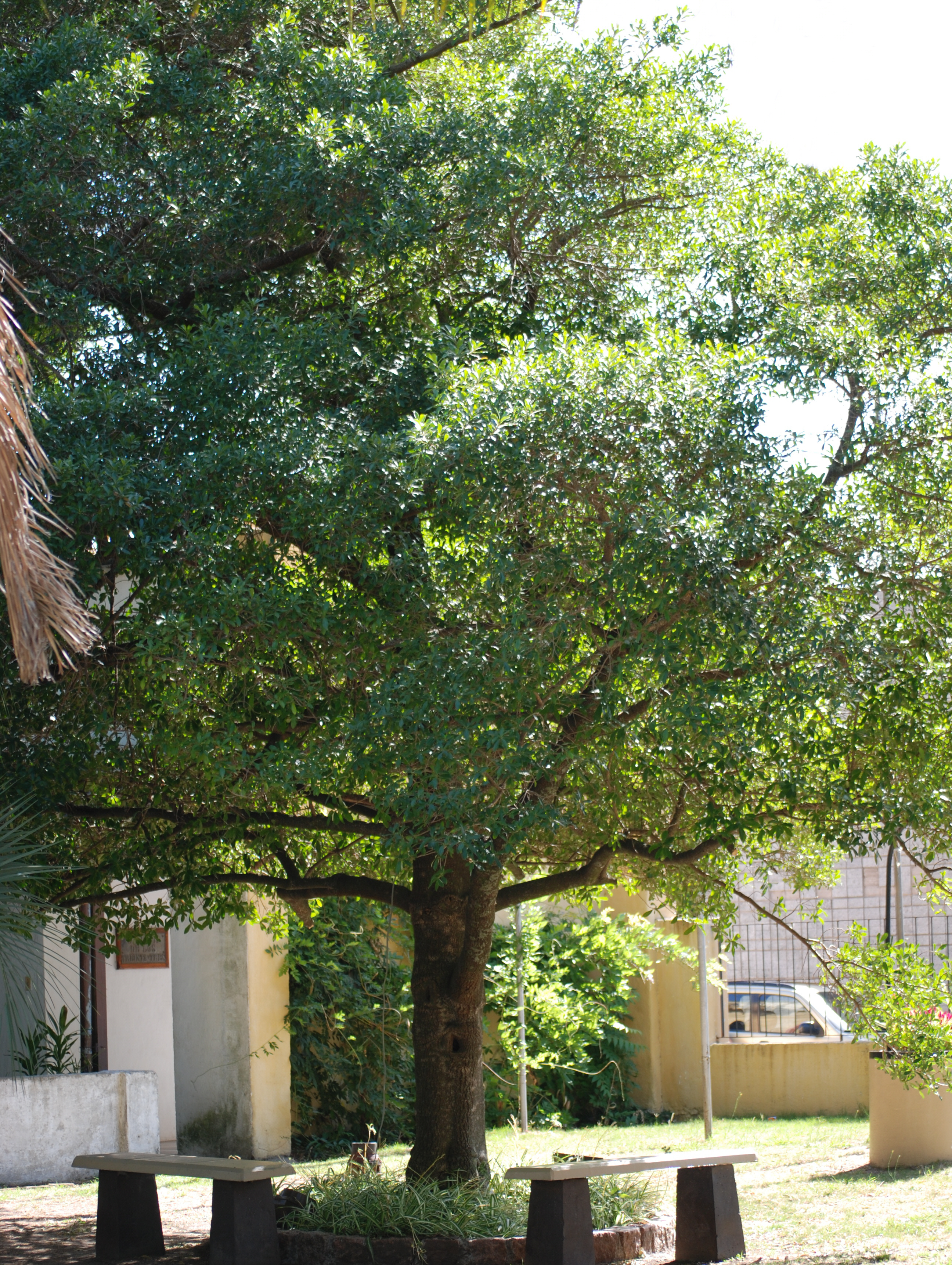
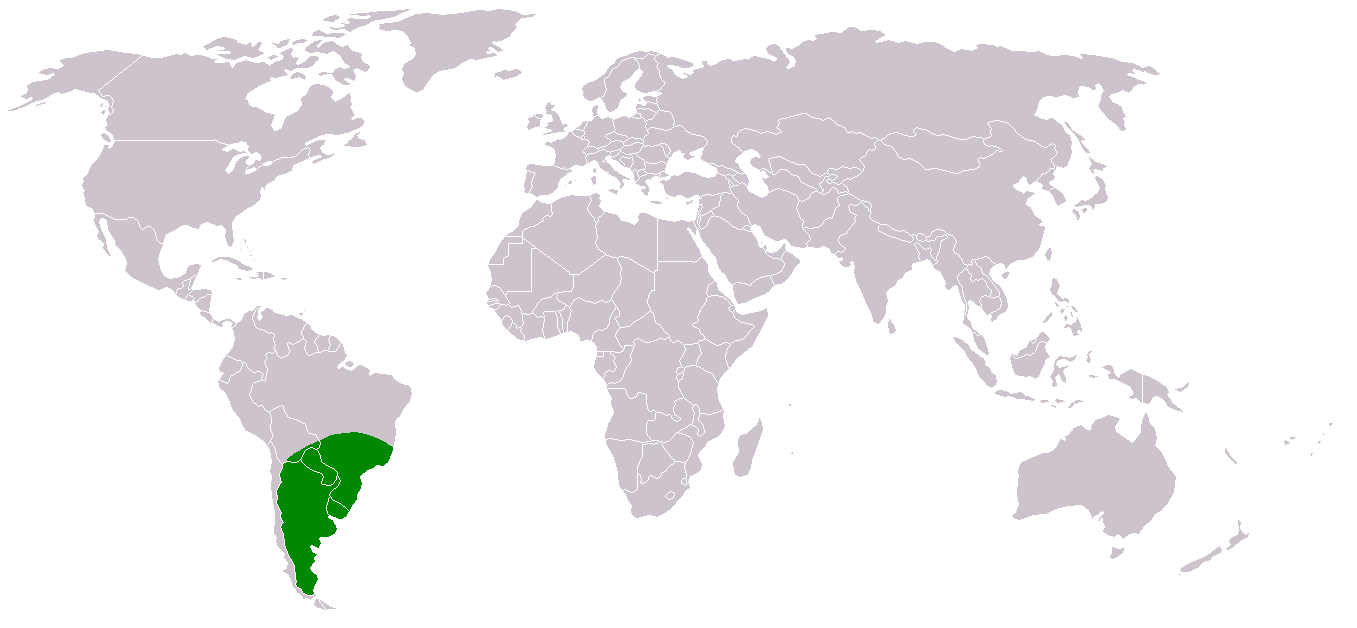